# Geraldo Rivera

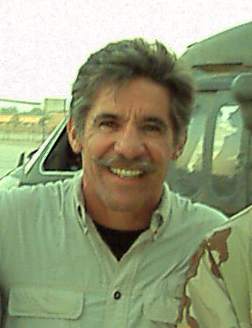
Geraldo Rivera

Geraldo Miguel Rivera (New York, 4 juli 1943) is een Amerikaanse sensatiejournalist en talkshowhost.

## Beginjaren
Hij werd geboren als kind van een Puerto Ricaanse vader en een Joodse moeder. In 1969 voltooide Rivera zijn universitaire opleiding rechten. Hierna was hij een tijdlang advocaat voor een in New York opererende actiegroep. In 1970 werd hij geïnterviewd toen de groep een kerk in Harlem bezette. Dit trok de aandacht van de regisseur van een nieuwsprogramma van een New Yorkse televisiezender. Hij werd door hem aangenomen als verslaggever van het programma Eyewitness News. In 1972 verwierf hij nationale bekendheid door een onthullende reportage over het misbruik van geestelijk gehandicapte kinderen op de Willowbrook State School in Staten Island. Hij kreeg hiervoor een Emmy Award, waarna hij programma's als Good Morning America voor de nationale zender ABC begon te maken. Tijdens dit programma liet hij voor de eerste maal de Zapruderfilm zien aan het publiek, waarin de moord op president Kennedy te zien was. Deze film was tot dan toe nog nooit in het openbaar getoond.

## Geruchtmakende uitzendingen
In 1985 werd Geraldo Rivera ontslagen bij ABC nadat hij het hoofd van ABC News openlijk had bekritiseerd, nadat die een van Rivera's reportages, over de geheime affaire tussen oud-president John F. Kennedy en Marilyn Monroe, weigerde uit te zenden. In 1986 presenteerde hij een live special over de geheime kluis van Al Capone. De uitzending, waarin de kluis werd geopend en getoond aan het televisiekijkend publiek, was de best bekeken nieuwsspecial uit de Amerikaanse geschiedenis. De beelden gingen de hele wereld over.

## Geraldo
In 1987 begon zijn eigen talkshow, Geraldo, die zich richtte op controversiële onderwerpen en gasten. In de eerste uitzending was Marcia Hanson te gast, een model van wie het gezicht door haar gedumpte ex verminkt was. De critici maakten de show en Rivera zelf af, maar de kijkcijfers waren zeer goed. Het was dan ook de eerste sensationele talkshow op de Amerikaanse televisie, vaak ook als trash tv aangeduid. Geraldo zelf vond dat zijn show pas van sensationele aard werd bij de aflevering "Mannen die kanten slipjes dragen en de vrouwen die van hen houden". In 1988 brak een aflevering met nazi-skinheads alle records. De show was al historisch voordat hij überhaupt was uitgezonden. Tijdens de opnames brak er namelijk een gevecht uit tussen de leider van een organisatie van jeugdige, blanke Ariërs en een zwarte activist waarbij een gegooide stoel recht in het gezicht van Rivera kwam, waardoor hij zijn neus brak. Geraldo zelf begon hierna ook mee te vechten op het podium. Op voorpagina's van de grootste kranten stonden foto's van Geraldo's gezicht afgebeeld. Het incident werd door de media bestempeld als 'het begin van nieuwe televisie-extremen'. Eind jaren 80 liet hij in een aflevering over plastische chirurgie vet uit zijn billen halen en het in zijn voorhoofd spuiten, om rimpels tegen te gaan. Enkele jaren daarna liet hij zijn oogleden liften tijdens een uitzending.

## Satanische mania
In 1987 veroorzaakte Geraldo Rivera een 'satanische mania' in de Verenigde Staten, toen hij een reeks programma's maakte over satanische netwerken en misbruik. Hij sprak televisie kijkend de Verenigde Staten als volgt toe: "Er wordt geschat dat er meer dan één miljoen satanisten zijn in dit land. Het grootste deel van hen is lid van een perfect georganiseerd, allergeheimst netwerk. Van dorpen tot steden, hebben ze de aandacht van politie en FBI getrokken met hun rituele kindermisbruik, kinderporno en griezelige satanische moorden. De kans is groot dat dit in uw woonplaats gebeurt."

## Jaren 90
In 1991 kwam Rivera's autobiografie Exposing Myself uit. Die zorgde voor voorpaginanieuws, omdat er onthullingen in stonden over affaires met onder anderen Bette Midler en Margaret Trudeau, de vrouw van de Canadese minister-president. In 1993 begon Rivera weer met wat serieuzere nieuwsonderwerpen op de zender CNBC. In 1997 ging hij weer als verslaggever aan de slag, ditmaal bij NBC. In 1998 stopte de talkshow Geraldo na elf jaar. In 1999 deed Geraldo verslag van de impeachment-affaire tegen president Bill Clinton. Die zou meineed gepleegd hebben en de rechtsgang tegengewerkt hebben na zijn affaire met Monica Lewinsky.

## Oorlogsverslaggever bij Fox News
Sinds november 2001 is Rivera oorlogsverslaggever bij Fox News. In datzelfde jaar deed hij verslag vanuit Afghanistan waar op dat moment oorlog werd gevoerd door de Verenigde Staten. Tijdens de oorlog in Irak in 2003, trok hij op met Amerikaanse troepen. Tijdens een live verslag tekende hij een kaart in het zand met hun positie en de positie van andere troepen in de omgeving. Het Pentagon was woedend omdat hij strategische informatie openbaarde. Daarop dwong het Pentagon Rivera om Irak te verlaten. Hierna versloeg hij de oorlog vanuit buurland Koeweit. Rivera was de vierde persoon die van het Amerikaanse ministerie van Defensie Irak moest verlaten, na Saddam Hoessein en diens twee zoons.

## 2005
In 2005 versloeg Rivera de rechtszaak rondom Michael Jackson. Als de popzanger veroordeeld zou worden, zou hij zijn karakteristieke snor afscheren. Omdat Jackson werd vrijgesproken bleef zijn snor gespaard. In augustus en september 2005 deed Rivera verslag van de ramp die Orkaan Katrina had veroorzaakt in het zuiden van de Verenigde Staten.